# Гарсия Гарсия, Гонсало
Гонсало Мануэль Гарсия Гарсия (исп. Gonzalo Manuel García García; род. 13 октября 1983, Монтевидео) — испанский футболист и тренер, играл на позиции полузащитника. Был игроком юниорской сборной Испании.

## Ранние годы
Гонсало Гарсия Гарсия родился в Монтевидео (Уругвай) и переехал с семьёй в Испанию в 14 лет.

## Футбольная карьера
Гонсало, состоявший в академии мадридского «Реала», на заре карьеры побывал в испанских клубах «Алькоркон» и «Мерида». Первый полноценный сезон он провёл в «Паленсии», отыграл 18 матчей в сезоне 2004/05 и забил один гол. Затем он переехал в Нидерланды, отыграв сезон за АГОВВ. В Эрстедивизи он провёл удачный сезон, забив за 35 матчей 16 голов, и привлёк внимание клубов высшего нидерландского дивизиона. В 2006 году он перешёл в клуб «Херенвен», но не смог закрепиться в основе, впоследствии в 2008 году уйдя в недолгосрочную аренду в «Хераклес», и помог ему спастись от вылета. В том же 2008 году его приобрёл «Гронинген». Отыграв в основе первый сезон, впоследствии он стал появляться на поле всё реже и в в 2010 году ушёл в аренду в клуб ВВВ.
В июне 2011 года перешёл в кипрский клуб АЕК Ларнака. Он отыграл в клубе один сезон, где отметился хет-триком в ворота мальтийской «Флорианы» во втором квалификационном раунде Лиги Европы. В 2012 году перешёл в израильский «Маккаби» из Тель-Авива, но уже в 2013 году вернулся на Кипр, перейдя в «Анортосис» в аренду. В следующем сезоне киприоты выкупили права на игрока. В сезоне 2015/16 во второй раз пришёл в «Хераклес», где отыграл 8 матчей. В 2016 году полузащитник вернулся в Испанию, в клуб «Компостела», в юниорском составе которого он был в начале карьеры. В нём же по окончании сезона 2016/17 он завершил карьеру.

## Тренерская карьера
Гарсия Гарсия решил остаться в футболе и был нанят на пост ассистента главного тренера в датском клубе «Эсбьерг». Он отработал там сезон 2017/18. В 2018 году он стал ассистентом нидерландского «ФК Твенте», а после ухода Марино Пушича возглавил вернувшийся в Эредивизи клуб. Сезон 2019/20 он закончил на 14-м месте, сохранив для клуба прописку в высшей лиге. Его контракт продлевать не стали, и по его окончании он ушёл из клуба.
В июне 2021 года Гарсия Гарсия был представлен как новый главный тренер хорватской «Истры 1961».

## Достижения
«Маккаби» Тель-Авив
- Чемпион Израиля: 2012/13[17]